# سيلاس سيمونز
سيلاس سيمونز (بالإنجليزية: Silas Simmons)‏ هو لاعب كرة قاعدة أمريكي، ولد في 14 أكتوبر 1895 في ميلدتاون في الولايات المتحدة، وتوفي في 29 أكتوبر 2006 في سانت بيترسبرغ في الولايات المتحدة.

## وصلات خارجية
- سيلاس سيمونز على موقعبيزبول رفرنس.كوم (الدوري الثانوي) (الإنجليزية)